# 成田市立豊住小学校
成田市立豊住小学校（なりたしりつ とよすみしょうがっこう）は、千葉県成田市北羽鳥にある公立小学校。

## 概要
成田市の北西部に位置する。通学区域は、北は利根川、南は根木名川に囲まれた緑豊かな田園風景が広がる地域であり、北羽鳥北部・北羽鳥南部・南羽鳥・長沼・竜台･安西・佐野の7地区に分かれている。
2021年4月より、小規模特認校として一定の条件を満たせば市内全域から通学することが可能になった。

## 沿革
- 1889年（明治22年） - 創立。

## 校歌
- 作詞：伊藤公平、作曲：鷹司平通（1965年制定）[2]

## 学区
北羽島、長沼、南羽島、佐野、竜台、安西、南部、北部

## 進学
- 成田市立成田中学校